# 김찬희 (축구 선수)
김찬희(한국 한자: 金燦喜, 1990년 6월 25일 ~ )는 대한민국의 전직 축구 선수이다. 현역 시절 포지션은 공격수였다.

## 클럽 경력
2012년 포항 스틸러스에 입단하였다. 2013년 3월 부뇨드코르와의 ACL 조별리그 2차전서 후반 막판 교체로 투입되었고, 골키퍼와의 1:1 상황이 되는 절호의 득점 찬스를 맞이하였으나 득점에 실패하며 아쉬움을 남겼었고, 이후 김찬희는 2013시즌 리그 단 한경기도 출장하지 못하였다.
2014년 대전 시티즌으로 완전 이적하였다. 4월 목포시청과의 FA컵 경기를 통해 프로 데뷔골을 성공시켰으며, 연이은 광주와의 리그 경기에서 아드리아노와 투톱을 이루었고, 멀티골을 성공시키며 리그 데뷔골을 성공시켰으며, 4월 충주 험멜전에서 1골 1어시스트를 기록하며 이날 경기 MOM에 선정되었다. 이후에도 김찬희는 아드리아노와 공격진을 이루며 맹활약을 펼쳤고, 2014시즌 한해동안 총 8골을 기록하였고, 대전의 K리그 챌린지 우승과 승격을 공헌하였다. 하지만 승격한 이후에는 부상의 그의 발목을 잡았으며, 2015시즌 전반기동안 김찬희는 부상에 고전하며 리그 5경기 교체에 그쳤으며, 부상에서 회복되자마자 전남 드래곤즈와의 원정 경기서 부상이 재발하는 악재가 거듭되었고, 결국 시즌 중반 대전 구단은 김찬희와의 계약을 해지하였다.
2016년 공익근무를 위해 K3리그의 포천 시민축구단에 입단하였고, 포천에서 주전으로 활약하며 2016시즌 팀의 K3리그 우승을 이끌었다. 특히 2017년 FA컵에서 서울이랜드와의 3라운드와 경주 한수원과의 32강전에서 각각 한골씩 성공시키며 포천의 FA컵 16강 진출을 이끌었다.
2017년 6월 대전 시티즌에 재입단하였으며, 7월 4일 FC 안양과의 경기를 통해 K리그 복귀전을 치렀고, 복귀전에서 복귀골을 성공시켰으나, 경고누적으로 복귀하자마자 퇴장을 당했다.
2019시즌을 앞두고 부천 FC 1995로 이적했다.
2020시즌을 앞두고 경주 한국수력원자력으로 이적했다.
2022시즌을 앞두고 천안시 축구단에 입단했다.
2022시즌 여름 이적시장을 통해 당진시민축구단에 입단했다.
2022시즌 종료 후 SNS를 통해 현역 은퇴를 선언했다.

## 수상

### 클럽

#### 포항 스틸러스
- K리그 클래식
  - 우승 1회 : 2013
- FA컵
  - 우승 1회 : 2012, 2013

#### 대전 시티즌
- K리그 챌린지
  - 우승 1회 : 2014

#### 포천 시민축구단
- K3리그
  - 우승 1회 : 2016